# Zurvanismo
Lo zurvanismo è un movimento religioso di origine iranica, successiva e collegata allo zoroastrismo.
Il nome deriva dal Zurvan Akarana o Zervan Akarana, il Tempo che non è stato creato, fra i maggiori principi dello zoroastrismo.
Di questa corrente si hanno documenti risalenti all'epoca sasanide, circa dal III secolo al VII secolo. La differenza principale dallo zoroastrismo è che i due dei, Ahura Mazdā, il dio positivo e Ahriman, il dio negativo, sono entrambi soggetti al principio dello Zurvan.
Alcuni studiosi individuano in questa corrente una maggiore tendenza al pessimismo e all'ascetismo. Altri studiosi - estrapolando alcuni passi di testi pahlavici - pensano che si tratterebbe semplicemente di una scuola teologica interna allo zoroastrismo, ma queste considerazioni non sono sicure, né accettate da vari storici delle religioni a partire dalla seconda metà del XX secolo, forti del fatto che nelle fonti zoroastriane non c'è alcun riferimento a Zurvān, attestato invece nelle fonti più tarde, armene, siriache, greche e arabe.

## Zurvān

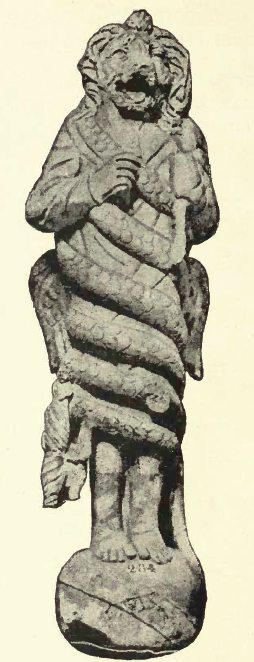
Chronos leontocefalo mitraico, Firenze, il quale riprende gli attributi di Zurvān

Zurvān, secondo alcuni studiosi, indica più un concetto che un dio. È innanzi tutto un principio indeterminato, e il creatore dei due demiurghi gemelli, in cui il Male, Ahriman, è necessario al principio della creazione. Zurvan possiede due funzioni, la prima infinita, la seconda finita e generatrice del tempo. Paul Masson-Oursel l'assimila a Chronos: «annonce du Cronos des Grecs, présage d'un absolu créateur et dévorateur à la fois, tel le Çiva de Hindous».
Le prime occorrenze del nome sono rintracciabili nella città mesopotamica di Nuzi, tra il XIII e il XII secolo a.C. Descritto come divinità dinamica del tempo, con distinte fasi ascrivibili alla crescita, all'equilibrio e alla decadenza, Zurvān era associato alle divinità Vayu (vento), Ātar (fuoco) e Thvarshtar (spazio).
Come tale, Zurvān era la principale divinità persiana prima dell'affermarsi dello zoroastrismo e, nelle raffigurazioni più antiche, era proposto come un'entità alata, con testa di leone, circondata da un serpente, emblema del Sole.